# George D. Schwab
George D. Schwab (* 25. November 1931) ist ein amerikanischer Politikwissenschaftler und emeritierter Hochschullehrer.

## Leben
Schwab wurde in Lettland als Kind des Arztes Arkady Schwab und dessen Frau Klara (geborene Jacobson) geboren. Schwabs Vater wurde nach deutschen Besetzung 1941 beim Massaker in Liepāja erschossen. George Schwab überlebte das Ghetto von Liepāja und mehrere Konzentrationslager. Die jüdische Familie emigrierte 1947 in die Vereinigten Staaten von Amerika. Er besuchte das City College of New York und schloss dieses 1954 mit einem B.A. ab. Im Anschluss besuchte er die Columbia University, an der er 1955 einen M.A. und 1968 einen Ph.D. erwarb. Im Studium machte er Bekanntschaft mit den Emigranten Otto Kirchheimer und Franz Neumann. Als Doktorarbeit unternahm er die erste englischsprachige Darstellung von Carl Schmitts politischem Denken.
Von 1968 bis 1972 hatte Schwab eine Assistenzprofessur für Geschichte inne und im Anschluss war er bis 1979 als außerordentlicher Professor am New Yorker City College tätig. 1980 wurde er zum ordentlichen Professor berufen. im Jahr 2000 emeritierte er sich. Er gründete zusammen mit Hans Morgenthau das National Committee on American Foreign Policy, dessen erster Präsident er wurde. Zudem war er Herausgeber der Zeitschrift American Foreign Policy Interests. Er ist insbesondere für seine Übersetzungen der Werke Carl Schmitts bekannt geworden, mit dem er auch persönlich befreundet war. Seine Arbeiten erschlossen das Denken Carl Schmitts für die anglo-amerikanische Politikwissenschaft.
Im Jahr 1965 heiratete er Eleonora Storch, mit der er drei Kinder hat. Seine Frau starb im Jahr 1998.

## Mitgliedschaften
- Council on Foreign Relations
- German Studies Association
- United States Holocaust Memorial Museum in Washington, D.C.: Committee on Conscience, Academic Committee, Collections and Acquisitions Committee

## Auszeichnungen
- Ellis Island Medal of Honor (1998)[1]
- Drei-Sterne-Orden (2002)

## Werke

### Monographien
- Odyssey of a Child Survivor. From Latvia Through the Camps to the United States, Privatdruck, New York 2021.
- Elie Wiesel: Between Jerusalem and New York, New York und London 1990.
- The Challenge of the Exception: An Introduction to the Political Ideas of Carl Schmitt, 2. Auflage, Greenwood Press, Westport CT und London 1989, ISBN 0-313-27229-8.

### Herausgeberschaften
- Toward a New Foreign Policy. United States Foreign Policy at the Crossroads, Westport, CT 1982.
- Eurocommunism: The Ideological and Political Theoretical Foundations, Westport, CT 1981, ISBN 0-313-22908-2.
- Ideology and Foreign Policy, New York und London 1978, ISBN 0-8290-0393-2.

### Übersetzungen
- (Carl Schmitt): The Leviathan in the State Theory of Thomas Hobbes, University of Chicago Press, Westport, CT und London 1996, ISBN 0-313-30057-7.
- (Carl Schmitt): Political Theology: Four Chapters on the Concept of Sovereignty, Cambridge, MA und London 1985, ISBN 0-226-73889-2.
- (Carl Schmitt): The Concept of the Political, New Brunswick, NJ und London 1976, ISBN 0-226-73886-8.